# Rudolf Jeschar
Rudolf Jeschar (* 17. Juni 1930 in Löwenberg, Provinz Niederschlesien; † 31. März 2014 in Goslar) war ein deutscher Ingenieur und Hochschullehrer für Wärme- und Feuerungstechnik. Sein Spezialgebiet war der Industrieofenbau.

## Leben
Jeschar wuchs in Schlesien auf, floh aber nach dem Zweiten Weltkrieg und nahm nach dem Abitur am Ulrichsgymnasium Norden ein Studium an der RWTH Aachen auf, das er 1955 als Diplom-Ingenieur abschloss und wo er 1957 mit seiner Dissertation promoviert wurde. Während seiner Studienzeit war er in der Landsmannschaft im CC Pomerania Halle-Aachen aktiv und blieb dort bis zu seinem Lebensende Mitglied.
Nach einigen Jahren Berufstätigkeit in der Stahlindustrie – von 1955 bis 1964 war er in der Eisenhüttenindustrie tätig – wurde Jeschar im Januar 1966 zum Lehrstuhlinhaber und Direktor des Instituts für Wärmewirtschaft und Industrieofenbau an der Bergakademie Clausthal, der späteren TU Clausthal, berufen.
Es folgten 30 Jahre Lehre und praxisnahe Forschung auf dem Gebiet der Wärme- und Verbrennungstechnik, insbesondere für Industrieöfen, aber auch andere Prozeßwärmeanlagen, Müllverbrennungsanlagen, u. a. Neben Forschung und Lehre war Jeschar als ehrenamtlicher Vertreter in zahlreichen Ausschüssen von Fachverbänden (VDI, VDEh, …) und Ministerien tätig. Weiterhin übernahm er Aufgaben in der universitären Selbstverwaltung der TU Clausthal, war unter anderem Dekan des Fachbereiches Maschinen- und Verfahrenstechnik, Prorektor, Rektor (ab 1980) und Mitglied des Senats der Universität. Unter Studenten und Universitätsmitarbeitern wurde der Ofenbau-Experte oft scherzhaft anerkennend „Ofen-Rudi“ genannt.
Seine schlesische Herkunft veranlasste Jeschar dazu, über 25 Jahre eine intensive Zusammenarbeit zwischen der TU Clausthal und der Schlesischen Technischen Universität in Gleiwitz auf dem Gebiet der Verfahrenstechnik aufzubauen, die 1998 auch formal in einem Kooperationsvertrag festgeschrieben wurde.
Im Jahre 1998 ging der in Goslar lebende Jeschar in den Ruhestand, blieb aber bis zur Neubesetzung seines Lehrstuhles im Jahre 2001 als Emeritus tätig.
Rudolf Jeschar war evangelisch und ab 1959 mit Ilse Jeschar verheiratet, aus der Ehe gingen zwei Kinder hervor.

## Ehrungen
- 1974 Ordentliches Mitglied der Braunschweigischen Wissenschaftlichen Gesellschaft
- Bundesverdienstkreuz am Bande (30. April 1981)[3]
- 1993 Ehrendoktor der Schlesischen Technischen Universität Gleiwitz[4]
- 1993 Ehrenmedaille und Ehrenmitgliedschaft der VDI-Gesellschaft Energietechnik[5]
- 1997 Rudolf-Günther-Preis des VDI/DVV-Gemeinschaftsausschusses Verbrennung und Feuerungen[5][6][7]